# فارنهایت ۷۵۳۶
سیارک ۷۵۳۶ (به انگلیسی: 7536 Fahrenheit، نامگذاری:1995WB7) هفت هزار و پانصد و سی و ششمین سیارک کشف شده‌است که در ۲۱ نوامبر ۱۹۹۵ کشف شد.
قدر مطلق سیارک برابر ۱۱٫۸۰ است.